# Holodictyum ghiesbreghtii
Holodictyum ghiesbreghtii là một loài thực vật có mạch trong họ Aspleniaceae. Loài này được (E. Fourn.) Maxon miêu tả khoa học đầu tiên năm 1908.